# Vranovine
Vranovine falu Horvátországban Lika-Zengg megyében. Közigazgatásilag Gospićhoz tartozik.

## Fekvése
Gospićtól légvonalban 12 km-re közúton 15 km-re északnyugatra, a Klanacról Aleksinicára menő út mellett szétszórtan fekszik.

## Története
1527-ben a vidék több mint százötven évre török megszállás alá került, lakossága elmenekült. 1689-ben a terület felszabadult a török uralom alól és a szabaddá vált területre katolikus horvátok települtek, akik eredetileg a likai határőrezredhez, 1765-től az otocsáni ezredhez, azon belül pedig a pazarištei századhoz tartoztak. A katonai határőrvidék megszüntetése után 1873-ban a települést integrálták a polgári közigazgatásba. A falunak 1857-ben 265, 1910-ben 204 lakosa volt. A trianoni békeszerződés előtt Lika-Korbava vármegye Perušići járásához tartozott. Ezt követően előbb a Szerb-Horvát-Szlovén Királyság, majd Jugoszlávia része lett. 1991-ben lakosságának 99 százaléka horvát volt. 1991-ben a független Horvátország része lett. A falunak 2011-ben 43 lakosa volt.

## Lakosság
| Lakosság változása | Lakosság változása | Lakosság változása | Lakosság változása | Lakosság változása | Lakosság változása | Lakosság változása | Lakosság változása | Lakosság változása | Lakosság változása | Lakosság változása | Lakosság változása | Lakosság változása | Lakosság változása | Lakosság változása | Lakosság változása |
| ------------------ | ------------------ | ------------------ | ------------------ | ------------------ | ------------------ | ------------------ | ------------------ | ------------------ | ------------------ | ------------------ | ------------------ | ------------------ | ------------------ | ------------------ | ------------------ |
| 1857               | 1869               | 1880               | 1890               | 1900               | 1910               | 1921               | 1931               | 1948               | 1953               | 1961               | 1971               | 1981               | 1991               | 2001               | 2011               |
| 265                | 310                | 213                | 242                | 240                | 204                | 171                | 195                | 177                | 151                | 115                | 109                | 89                 | 72                 | 59                 | 43                 |